# Ithaechma oneilli
Ithaechma oneilli là một loài tò vò trong họ Ichneumonidae.